# Ekalaka, Montana
Ekalaka, Montana (енгл. Ekalaka) град је у америчкој савезној држави Монтана.

## Демографија
По попису из 2010. године број становника је 332, што је 78 (-19,0%) становника мање него 2000. године.
| Група             | 2000.       | 2010.       |
| Белци             | 404 (98,5%) | 319 (96,1%) |
| Афроамериканци    | 0 (0,0%)    | 0 (0,0%)    |
| Азијати           | 0 (0,0%)    | 0 (0,0%)    |
| Хиспаноамериканци | 2 (0,5%)    | 4 (1,2%)    |
| Укупно            | 410         | 332         |